# Gan Joszijja
Gan Joszijja (hebr. גן יאשיה) – moszaw położony w samorządzie regionu Emek Chefer, w Dystrykcie Centralnym, w Izraelu.
Leży w Dolinie Hefer, na granicy równiny Szaron z zachodnią częścią Samarii, w otoczeniu miasteczka Zemer, moszawów Olesz, Channi’el, Bet ha-Lewi i Omec, kibucu Bachan, oraz wioski Bat Chefer.

## Historia
W XIII wieku została tutaj wzniesiona twierdza krzyżowców, którą w 1267 zdobył sułtan Bajbars. Odbudował on twierdzę i na miejscu kościoła wzniósł meczet. Bardzo szybko powstała osada, która była miejscem postoju karawan kupieckich.
Arabska wieś Kakun (arab. قاقون) przetrwała aż do czasów brytyjskiego Mandatu Palestyny. 29 listopada 1947 roku Zgromadzenie Ogólne Organizacji Narodów Zjednoczonych przyjęło rezolucję nr 181 o podziale Palestyny na dwa państwa: żydowskie i arabskie. Na podstawie tej rezolucji wieś Kakun miała się znaleźć w państwie arabskim. Podczas wojny domowej w Mandacie Palestyny dochodziło w tym rejonie do licznych napięć. We wsi Kakun stacjonowała jednostka Arabskiej Armii Wyzwoleńczej, Batalion „Khitin”, który składał się z ochotników z arabskich państw. Przeprowadzali oni liczne ataki na sąsiednie żydowskie osiedla. 6 marca 1948 oddział żydowskiego Irgunu przeprowadził odwetowy atak na wieś Kakun.
Podczas wojny o niepodległość w rejonie wioski okopały się regularne wojska irackie, które 29 maja 1948 przeprowadziły atak na żydowskie osady En Wered, Kefar Jabec i Ge’ulim. W dniach 4–5 czerwca 1948 doszło do bitwy o Kakun. Po ciężkich walkach żydowskie oddziały Hagany wyparły ze wsi siły irackie. W dwa dni później izraelskie dowództwo podjęło decyzję o zniszczeniu wioski, aby uniemożliwić jej mieszkańcom powrót. Do grudnia 1948 wieś przestała istnieć.
Współczesny moszaw został założony 6 grudnia 1949 przez zdemobilizowanych żydowskich żołnierzy z oddziałów Palmach, do których dołączyli imigranci z Rumunii. Początkowo była to typowa osada rolniczo-obronna, położona w bezpośrednim sąsiedztwie granicy Jordanii. Nazywała się ona Nachal Re’uwen, jednak później zmieniono nazwę na obecną, oddając w ten sposób cześć brytyjskiemu politykowi Josiah Wedgwoodowi (1872–1943). Od 1920 krytykował on politykę brytyjskiego rządu wymierzoną przeciwko syjonizmowi w Mandacie Palestyny.

## Gospodarka
Gospodarka moszawu opiera się na intensywnym rolnictwie, sadownictwie i uprawach w szklarniach.

## Komunikacja
Na wschód od moszawu przebiega autostrada nr 6, brak jednak możliwości bezpośredniego wjazdu na nią. Z moszawu wyjeżdża się na północ na drogę nr 5803, którą jadąc na północny zachód dojeżdża się moszawu Omec, lub jadąc na wschód dojeżdża się do drogi nr 5714, łączącej wieś Bat Chefer na południu z kibucem Bachan na północy.